# Giuliano de' Medici
Giuliano di Piero de' Medici (Firenze, 28 ottobre 1453 – Firenze, 26 aprile 1478) è stato un politico italiano.
Fratello di Lorenzo il Magnifico, morì a nemmeno 25 anni, pugnalato nel corso della Congiura dei Pazzi.
“Era alto di statura, aveva un corpo ben proporzionato, i pettorali ampi e sporgenti, le braccia muscolose e ben tornite, le articolazioni resistenti, il ventre piatto, le cosce robuste, le gambe decisamente forti, gli occhi espressivi, il volto energico, scuro di pelle, una chioma fluente con i capelli neri e tirati all’indietro sulla nuca. Era abile nel cavalcare e nel lancio del giavellotto, eccellente nel salto e in palestra, ed era solito dedicarsi con passione alla caccia. Era magnanimo e costante, religioso e di buoni costumi, si interessava moltissimo alla pittura, alla musica e a tutte le cose belle. Inoltre aveva un ingegno portato per la poesia: scrisse alcune poesie in volgare, piene di pensieri seri e importanti, e leggeva volentieri poesie d’amore [...]. Non si preoccupava molto della cura del suo corpo, ma era davvero elegante e distinto. Era molto gentile e pieno d’umanità, aveva grande rispetto per il fratello, oltre a forza e virtù. Queste e altre qualità lo rendevano caro al popolo e ai suoi”. Con queste parole lo descrisse uno dei più grandi poeti del Quattrocento, Poliziano.

## Biografia

### I primi anni e la carriera diplomatica a fianco del fratello Lorenzo

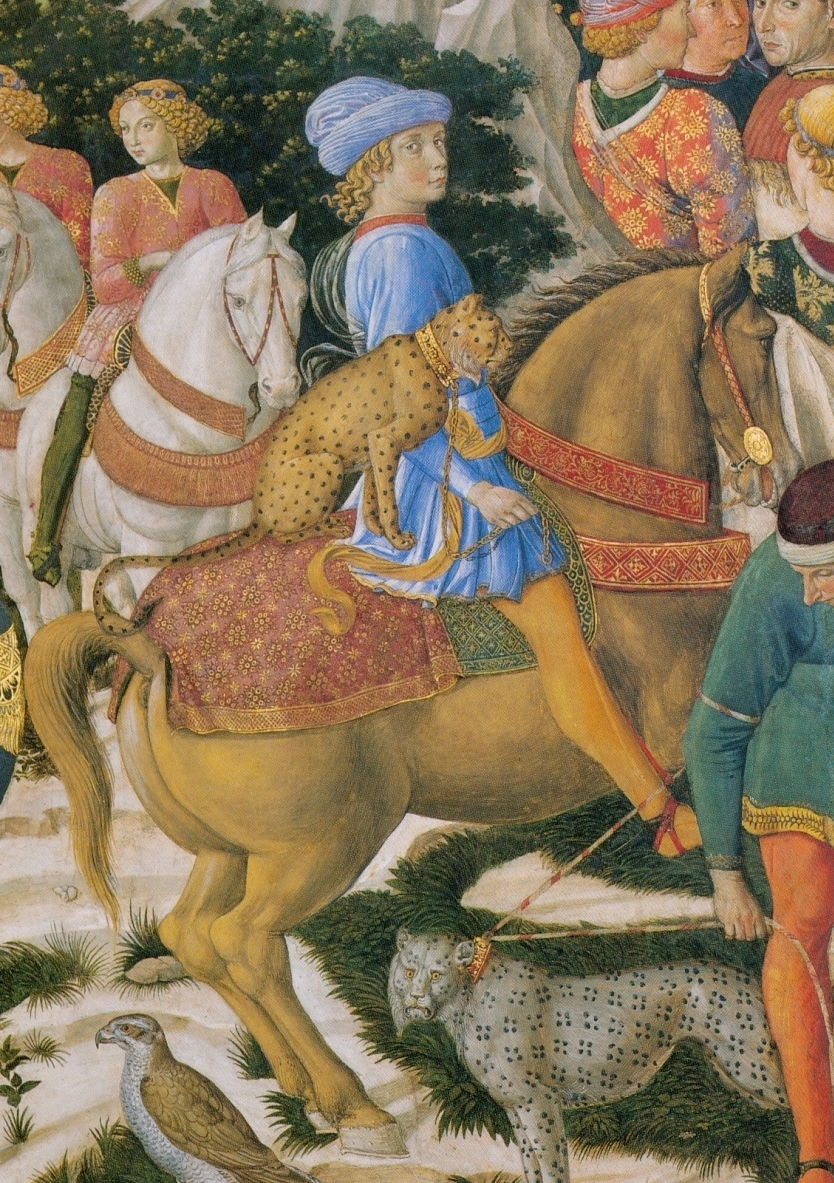
Il giovane Giuliano de' Medici raffigurato da Benozzo Gozzoli nella Cappella dei Magi di Palazzo Medici Riccardi

Giuliano era il maschio secondogenito di Piero il Gottoso e Lucrezia Tornabuoni e venne educato con il fratello Lorenzo de' Medici, poi detto il Magnifico, secondo la più raffinata cultura umanistica dell'epoca, con particolare attenzione agli affari politici e finanziari. Col fratello Lorenzo condivise l'insegnante di lettere, Gentile Becchi, ma i suoi profitti furono modesti.
Alla morte del padre nel 1469, appena quindicenne, si trovò a capo col fratello Lorenzo della Signoria di Firenze. Malgrado la sua passione per l'arte e per la cultura e alcuni screzi occasionali tra i due, per i differenti caratteri che li contraddistinguevano, Lorenzo volle comunque Giuliano al suo fianco nell'amministrazione di Firenze, fidandosi ciecamente di lui. Il Magnifico lo impiegò in missioni di riguardo già nella primavera del 1469, quando Giuliano si era recato a Roma in sua rappresentanza per predisporre le trattative matrimoniali con Clarice Orsini e condurla sposa di Lorenzo a Firenze. Incarichi diplomatici di peso li ebbe a partire dal 1471, quando si pensò di inviarlo a Napoli per presentare le sue credenziali alla corte aragonese, ma il viaggio venne infine annullato. Nel marzo di quello stesso anno a Firenze giunse in visita ufficiale Galeazzo Maria Sforza, duca di Milano, tradizionale protettore di casa Medici nel capoluogo toscano. Questi, incontrando il giovane Giuliano, gli fece un formale invito a trascorrere qualche tempo a Milano e il giovane Medici, desideroso di visitare la città, partì già dal maggio di quello stesso anno alla volta della capitale lombarda, rimanendovi sino al giugno di quello stesso anno, alloggiando nella lussuosa sede del banco mediceo e venendo onorato alla corte del Castello Sforzesco con tornei, feste grandiose e ricchi banchetti.
Nel gennaio del 1472 si prospettò per lui un viaggio a Venezia che però gli creò non pochi contrasti col fratello Lorenzo il quale, vista la situazione politica e diplomatica creatasi a seguito della rivolta di Volterra, ritenne inopportuno e persino pericoloso questo viaggio. Armato di testardaggine, Giuliano partì anche contro il parere del fratello asserendo che quello era il suo modo per partecipare all'amministrazione dello stato, accompagnato in questo da Gentile Becchi. A Venezia, il Medici venne ricevuto con tutti gli onori sia da parte del Doge che da moltissime famiglie aristocratiche della Repubblica di Venezia. Dopo alcune settimane visitò Padova, Vicenza, Verona e giunse infine a Mantova dove venne accolto a corte. Durante il viaggio di ritorno per poco non sfuggì ad un attentato arrecato ai suoi danni da un nemico di Firenze costretto all'esilio, come era stato predetto da suo fratello prima della sua partenza.
Nel 1473 venne proposto per la carriera ecclesiastica cardinalizia e perciò dovette intraprendere frettolosamente lezioni di latino, ottenendo inoltre dal cardinale Giacomo Ammannati Piccolomini (amico della casata dei Medici nonché affermato cliente del loro banco) la garanzia che, nel caso di morte improvvisa di Lorenzo, Giuliano avrebbe potuto lasciare lo stato cardinalizio senza problemi e succedergli alla guida dello stato per proseguire la dinastia dei Medici alla guida di Firenze. Il giovane Giuliano, ad ogni modo, si dedicò molto più volentieri alla vita di campagna nella villa di Cafaggiolo dove poteva praticare la caccia, la pesca e l'equitazione, abbandonando così definitivamente la prospettiva dei voti. In questo venne aiutato anche dal fatto che i rapporti tra Firenze e il papato peggiorarono e di conseguenza anche il pontefice non fu più accondiscendente come in passato a concedere il cardinalato ad un membro della famiglia Medici. Amante delle cavalcate, del lancio del giavellotto, del salto e della lotta, adorava particolarmente la danza, la pittura e la musica, oltre a dilettarsi nello scrivere poesie.

### La giostra di Piazza Santa Croce e gli amori

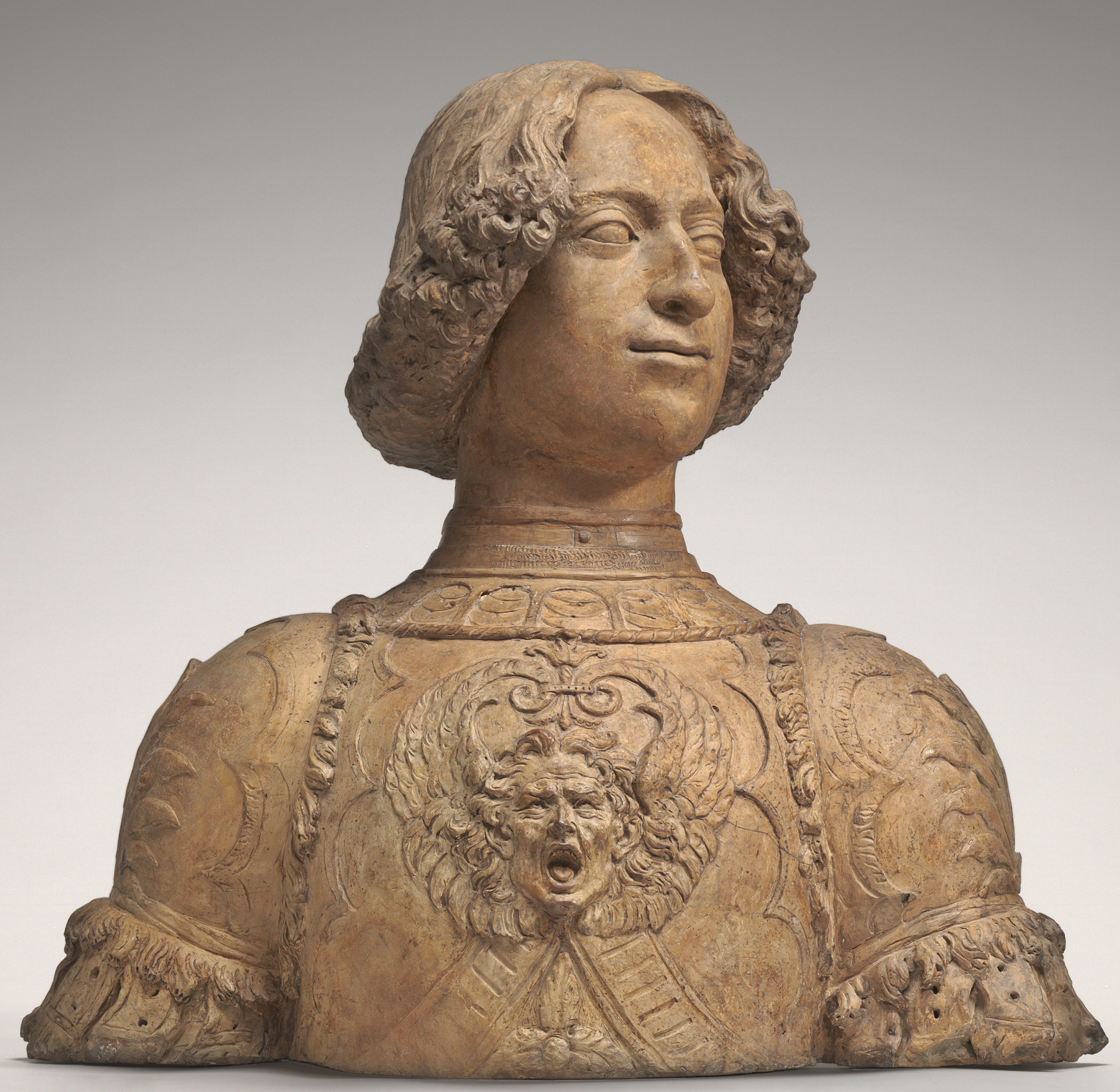
Verrocchio, busto di Giuliano de' Medici, 1475-1478, raffigurato con l'armatura indossata nella Giostra della Piazza Santa Croce

Il 29 gennaio 1475, Giuliano partecipò al torneo in piazza Santa Croce cantato da Agnolo Poliziano nelle Stanze per la giostra, dove i contendenti si disputavano un ritratto di Simonetta Vespucci, che fu vinto proprio da Giuliano. Simonetta, musa di Botticelli e Piero di Cosimo, morì prima di lui, a soli ventidue anni, e pare che tra i due ci fu una storia di amore cortese.
L'occasione della giostra di piazza Santa Croce fu però uno degli eventi più importanti per la visibilità pubblica di Giuliano che venne definitivamente consacrato al fianco del fratello come una delle personalità più influenti di Firenze. Per l'occasione egli aveva cavalcato un destriero appositamente giunto dalla corte di Napoli; cavallo e cavaliere erano bardati "d'adornamenti e di gioie il valsente più di 60.000 fiorini". Lo stendardo che lo precedette nella competizione, dipinto forse dal Botticelli, rappresentava una donna armata di lancia con in mano uno scudo con impresso il volto della Medusa ed in testa un elmo, la quale poggiava i piedi su un ramo d'ulivo ardente. Il motto sottostante era scritto in francese: La sans par (soprannome con cui era nota la Vespucci). Accanto alla donna si trovava Cupido con l'arco spezzato e incatenato ad un tronco d'ulivo, mentre la figura femminile era in armi come allusione alla castità dell'amata che rifiuta di concedersi all'amore. I rami d'ulivo erano un probabile riferimento all'impresa personale di Giuliano.
In campo amoroso, per Giuliano si prospettò nel 1474 e poi nuovamente nel 1477 (dopo la conclusione dell'alleanza con Venezia) un matrimonio con una giovane della famiglia dogale dei Correr, ma nulla si concluse. Simili voci iniziarono a circolare a Firenze quando Giuliano si era recato in visita alla corte di Mantova, in vista di un possibile matrimonio con una figlia del marchese Ludovico III Gonzaga. Nel 1475 suo fratello Lorenzo lo avrebbe voluto sposo di una figlia dei Borromeo, ma egli si era opposto giudicando inappropriato per lui sposare la figlia di un mercante, per quanto ricchissimo e di lontane origini fiorentine. Nel 1476 gli venne proposta la mano di una nipote di Girolamo Riario, potente nipote di papa Sisto IV, ma anche questa proposta andò in fumo. L'accordo matrimoniale venne infine raggiunto nel 1477 quando Giuliano decise di sposare Semiramide, sorella di Jacopo IV Appiano, signore di Piombino, purché tra gli accordi matrimoniali vi fosse un regolare contratto d'affitto delle miniere di ferro dell'Isola d'Elba a vantaggio dei due fratelli Medici. Anche questo matrimonio non riuscì ad ogni modo a concretizzarsi in quanto Giuliano morì l'anno successivo quando ancora erano in corso i preparativi per le nozze.
L’ultimo amore di Giuliano fu Fioretta Gorini, figlia del corazzaio Antonio Gorini, dalla quale ebbe un figlio illegittimo (1478), Giulio de' Medici, nato un mese dopo la morte del padre e dichiarato legittimo per matrimonio clandestino dal nipote di Giuliano, papa Leone X (nel 1513). Anche Giulio divenne a sua volta cardinale e papa, con il nome di Clemente VII.

### La congiura e la morte

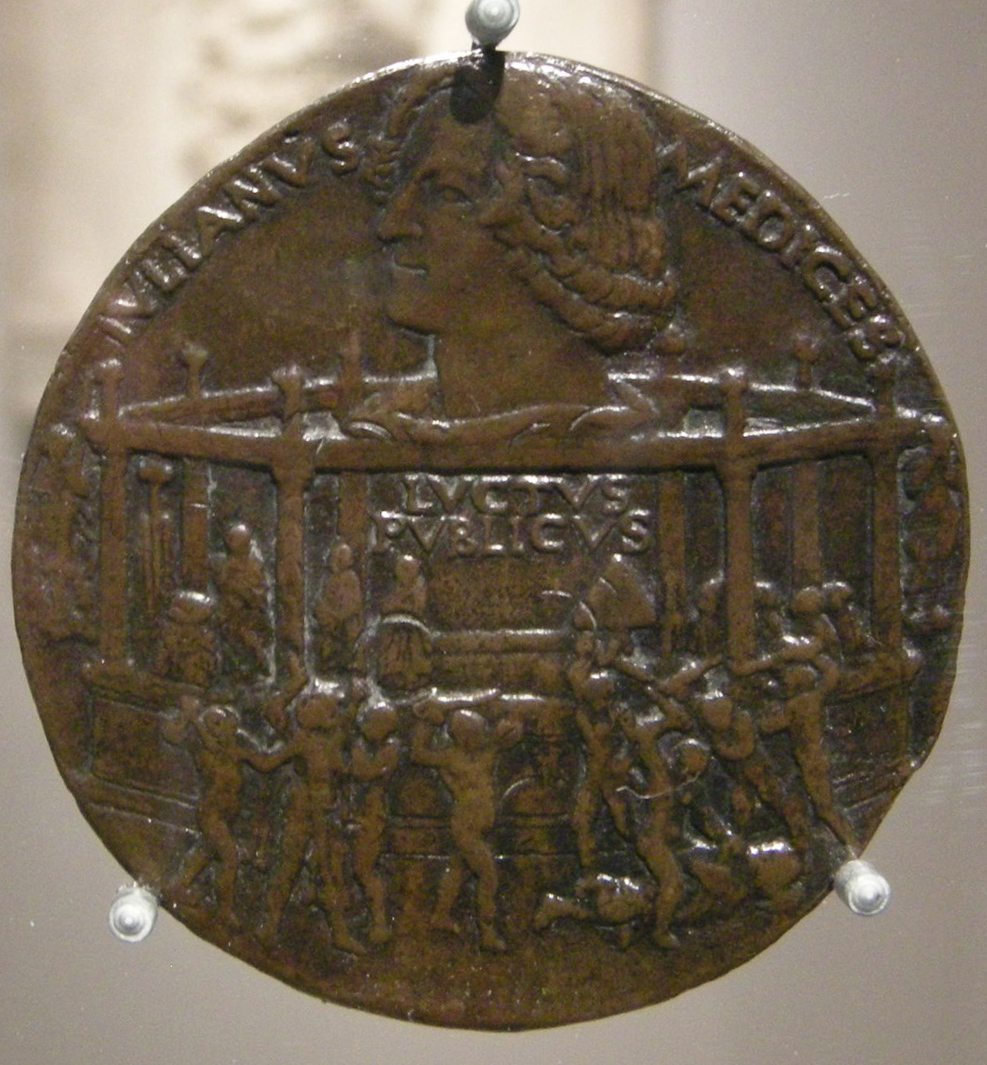
Medaglia commissionata a Bertoldo di Giovanni raffigurante il ritratto di Giuliano de' Medici sovrastante l'episodio della Congiura dei Pazzi che lo vide pugnalato a morte

La presenza dei due rampolli medicei a capo della città fece nascere ben presto sospetti e invidie tra le altre famiglie fiorentine, idee che si trasformarono in alcuni casi in opposizione vera e propria. Nel 1478 la famiglia Pazzi, con l'appoggio di Papa Sisto IV (sfrenato nepotista e desideroso di conquistare i territori toscani per i propri nipoti) e altri regnanti, ordì la Congiura dei Pazzi, che la mattina del 26 aprile, durante una funzione in Santa Maria del Fiore, costò la vita a Giuliano, che morì sotto i colpi di Francesco de' Pazzi e Bernardo Baroncelli, mentre Lorenzo si salvò per miracolo, riportando solo alcune ferite.
Giuliano era già stato la causa di un primo rinvio del giorno della congiura, quando mancò a una festa presso la Villa Medici di Fiesole dove i congiurati volevano servire piatti con cibi avvelenati. Anche la domenica successiva egli era indisposto, ma alcuni membri della famiglia dei Pazzi, imparentati con i Medici, lo andarono a prendere apposta dal Palazzo Medici in via Larga: come riportano i cronisti essi lo abbracciarono per controllare che non indossasse la cotta di maglia sotto le vesti.
Giuliano venne sepolto nella chiesa di San Lorenzo con una cerimonia pubblica il 30 aprile a cui prese parte tutta la gioventù fiorentina che per l'occasione vestì il lutto. In seguito la salma venne risistemata nella Sagrestia Nuova di Michelangelo, dove ancora oggi si trova, accanto al fratello, sotto la Madonna col Bambino di Michelangelo. Durante una ricognizione sulle salme dei Medici (2004) furono ritrovati il suo teschio, che presentava un vistoso taglio sul cranio, e porzioni dei suoi abiti ancora macchiati di sangue.
La morte di Giuliano colpì non solo il fratello Lorenzo che organizzò una spietata ricerca dei cospiratori ed attuò la loro sistematica esecuzione, bandendo tutti i membri della famiglia Pazzi da Firenze, ma ebbe notevoli risvolti anche sull'opinione pubblica di Firenze che ancor di più si strinse per la maggior parte attorno ai Medici, fortificandone il potere sulla città.
Il Magnifico fece realizzare allo scultore Bertoldo di Giovanni una medaglia commemorativa dell'uccisione del fratello con la scena del suo assassinio sotto il suo ritratto sul diritto.

### Giuliano de' Medici nella cultura di massa

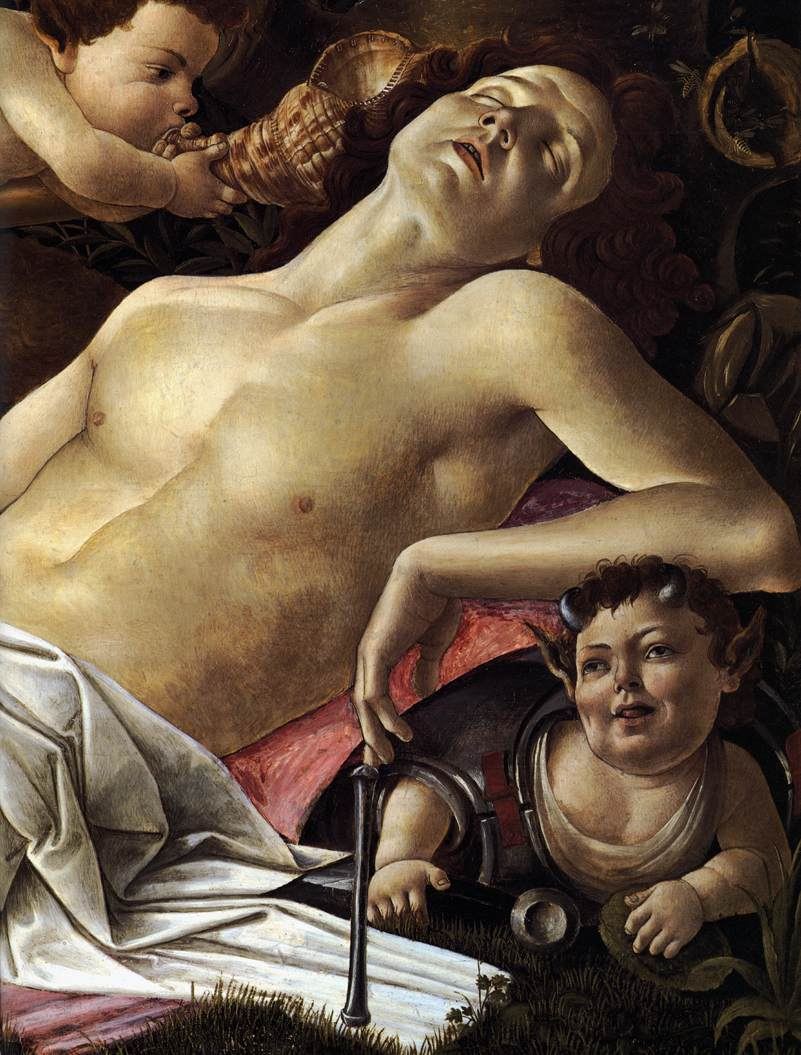
Venere e Marte di Sandro Botticelli, particolare di Marte dormiente con le sembianze di Giuliano de' Medici
National Gallery (Londra)

La maggior parte dei ritratti esistenti di Giuliano de' Medici sono stati eseguiti postumi ed essi presentano perlopiù gli occhi chiusi, motivo che ha indotto molti a ritenere che il volto del Medici sia stato ricavato da una maschera funebre realizzata nell'occasione. 

Di questo stesso ritratto si servì anche il Botticelli nel suo Venere e Marte, raffigurando il Medici ormai morto nelle vesti di Marte dormiente dopo l'amore con Venere. L'interpretazione è verosimile in quanto l'opera venne commissionata dalla famiglia Medici ed eseguita nel 1482/1483, cioè alcuni anni dopo la reale morte di Giuliano. Lo stesso si può dire per il personaggio di Mercurio nella Primavera sempre del Botticelli, dipinta nel medesimo periodo, il quale ha fattezze molto simili al ritratto di Giuliano de' Medici conservato alla National Gallery of Art di Washington. Lo stesso Giuliano de' Medici è stato inoltre identificato come il primo committente dell'opera, proprio all'epoca della nascita di suo figlio. Quando Giuliano morì, l'opera venne "riciclata" ancora incompiuta dal cugino Lorenzo il Popolano in occasione delle sue nozze e quindi secondo altre fonti il personaggio raffigurato sarebbe proprio Lorenzo, oppure un omaggio a Giuliano fatto eseguire su commissione dello stesso Lorenzo.
La pittrice inglese d'ispirazione preraffaellita, Eleanor Fortescue-Brickdale, dedicò all'elegia amorosa di Giuliano e di Simonetta Vespucci un dipinto dal titolo Botticelli's studio o The first visit of Simonetta presented by Giuliano and Lorenzo de' Medici ("La prima visita di Simonetta presentata da Giuliano e Lorenzo de' Medici"). I personaggi raffigurati nel dipinto, tra i quali sono chiaramente riconoscibili oltre a Giuliano anche Simonetta Vespucci, Lorenzo de' Medici e Sandro Botticelli, hanno i volti ricavati da famosi dipinti d'epoca; ancora una volta quello di Giuliano è tratto dal famoso triplice ritratto a noi giunto per pennello del Botticelli stesso.

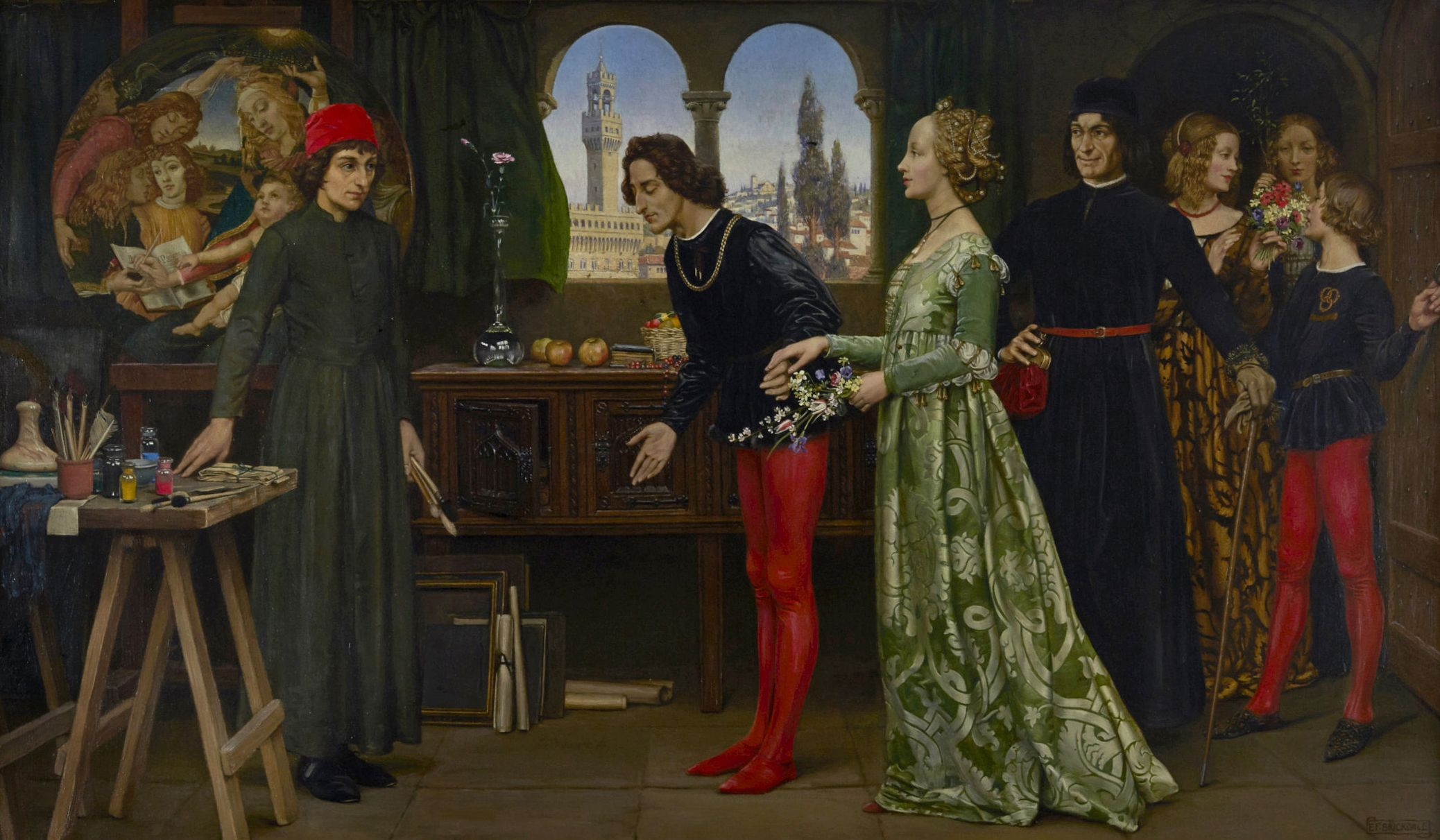
Botticelli's Studio di Eleanor Fortescue-Brickdale, 1922, collezione privata

## Ascendenza
|                                 |                   |                       | Genitori               |  |  | Nonni |  |  | Bisnonni            |  |  | Trisnonni           |  |
|                                 |                   |                       |                        |  |  |       |  |  | Giovanni de' Medici |  |  | Averardo de' Medici |  |
|                                 |                   |                       |                        |  |  |       |  |  | Giovanni de' Medici |  |  | Averardo de' Medici |  |
|                                 |                   | Giacoma Spini         |                        |  |  |       |  |  | Giovanni de' Medici |  |  |                     |  |
| Cosimo de' Medici               |                   |                       |                        |  |  |       |  |  | Giovanni de' Medici |  |  |                     |  |
|                                 |                   | Piccarda Bueri        | Edoardo Bueri          |  |  |       |  |  |                     |  |  |                     |  |
|                                 |                   | Piccarda Bueri        | Edoardo Bueri          |  |  |       |  |  |                     |  |  |                     |  |
|                                 |                   | Piccarda Bueri        | ?                      |  |  |       |  |  |                     |  |  |                     |  |
| Piero de' Medici                |                   | Piccarda Bueri        |                        |  |  |       |  |  |                     |  |  |                     |  |
|                                 |                   | Alessandro de' Bardi  | Sozzo de' Bardi        |  |  |       |  |  |                     |  |  |                     |  |
|                                 |                   | Alessandro de' Bardi  | Sozzo de' Bardi        |  |  |       |  |  |                     |  |  |                     |  |
|                                 |                   | Alessandro de' Bardi  | ? Ubaldini             |  |  |       |  |  |                     |  |  |                     |  |
| Contessina de' Bardi            |                   | Alessandro de' Bardi  |                        |  |  |       |  |  |                     |  |  |                     |  |
|                                 |                   | Emilia Pannocchieschi | Raniero Pannocchieschi |  |  |       |  |  |                     |  |  |                     |  |
|                                 |                   | Emilia Pannocchieschi | Raniero Pannocchieschi |  |  |       |  |  |                     |  |  |                     |  |
|                                 |                   | Emilia Pannocchieschi | ?                      |  |  |       |  |  |                     |  |  |                     |  |
| Giuliano de' Medici             |                   | Emilia Pannocchieschi |                        |  |  |       |  |  |                     |  |  |                     |  |
|                                 | Simone Tornabuoni | Tieri Tornaquinci     |                        |  |  |       |  |  |                     |  |  |                     |  |
|                                 | Simone Tornabuoni | Tieri Tornaquinci     |                        |  |  |       |  |  |                     |  |  |                     |  |
|                                 | Simone Tornabuoni | ?                     |                        |  |  |       |  |  |                     |  |  |                     |  |
| Francesco Tornabuoni            | Simone Tornabuoni |                       |                        |  |  |       |  |  |                     |  |  |                     |  |
|                                 |                   | ?                     | ?                      |  |  |       |  |  |                     |  |  |                     |  |
|                                 |                   | ?                     | ?                      |  |  |       |  |  |                     |  |  |                     |  |
|                                 |                   | ?                     | ?                      |  |  |       |  |  |                     |  |  |                     |  |
| Lucrezia Tornabuoni             |                   | ?                     |                        |  |  |       |  |  |                     |  |  |                     |  |
|                                 |                   | Nicolò Guicciardini   | Luigi Guicciardini     |  |  |       |  |  |                     |  |  |                     |  |
|                                 |                   | Nicolò Guicciardini   | Luigi Guicciardini     |  |  |       |  |  |                     |  |  |                     |  |
|                                 |                   | Nicolò Guicciardini   | Costanza Strozzi       |  |  |       |  |  |                     |  |  |                     |  |
| Marianna ("Nanna") Guicciardini |                   | Nicolò Guicciardini   |                        |  |  |       |  |  |                     |  |  |                     |  |
|                                 |                   | ?                     | ?                      |  |  |       |  |  |                     |  |  |                     |  |
|                                 |                   | ?                     | ?                      |  |  |       |  |  |                     |  |  |                     |  |
|                                 |                   | ?                     | ?                      |  |  |       |  |  |                     |  |  |                     |  |
|                                 |                   | ?                     |                        |  |  |       |  |  |                     |  |  |                     |  |

## Riprese della figura di Giuliano
Giuliano de' Medici è stato rappresentato in diverse opere:
- Nel videogioco Assassin's Creed II, dove l'episodio della Congiura dei Pazzi viene ripreso davanti alla Cattedrale di Santa Maria del Fiore, invece che all'interno.
- Nella serie televisiva Da Vinci's Demons, dove viene interpretato dall'attore Tom Bateman.
- Nella serie televisiva I Medici, dove viene interpretato dall'attore Bradley James.

## Opere di Giuliano de' Medici
- Giuliano de' Medici, Poesie (a cura di G. Fatini). Vallecchi Editore, Firenze, 1939.

### Romanzi storici
- Adriana Assini, Lorenzo e Giuliano. La primavera dei Medici. Scrittura & Scritture, Napoli, 2019.
- Marco di Tillo, Due ragazzi nella Firenze dei Medici. Edizioni Corsare, Perugia, 2019.